# Абрамович, Владимир Яковлевич
Влади́мир Я́ковлевич Абрамо́вич (псевдоним Владимир Ле́нский; 4 (16) марта 1877, Таганрог — 14 марта 1932) — русский писатель и поэт, журналист.

## Биография
Отец Яков Абрамович Абрамович был портным, мать София Марковна была дочерью кондитера. Получил домашнее литературное воспитание. В возрасте 7 лет поступил в гимназию в Таганроге, затем учился в Килийском городском училище (в Бессарабской губернии, где работал врачом его старший брат), сдал экзамен на звание аптекарского ученика в Кишинёве и на звание помощника провизора в Харькове. Работал аптекарем до 1901 года, затем (с 1902 года) — постоянный сотрудник херсонской газеты «Юг».
Дебютировал стихами в газете «Таганрогский вестник» в 1898 году. В 1900 году его стихи печатают уже столичные литературные журналы — «Правда» и «Новый мир». В 1902 году начал публиковать рассказы, заведовал херсонским отделением одесской газеты «Южное Обозрение». Опубликовал иллюстрированные адрес-календари на 1904 и 1905 год в Херсоне. В 1905 году переехал в Санкт-Петербург, печатался в крупнейших литературных журналах империи — «Журнал для всех», «Пробуждение», «Образование», «Нива», «Сатирикон», «Новая жизнь», «Новый журнал для всех», «Всеобщий журнал», «20-й век».
Проведённой в Бессарабии юности посвящён роман «Под гнездом аиста» (1913) — самое известное произведение писателя. Кроме того, с переизданиями были опубликованы ещё 9 романов Владимира Ленского, два сборника стихотворений (1907, 1917).
Стихотворение Владимира Ленского «Вернись, я всё прощу: упрёки, подозренья…», положенное на музыку композитором Борисом Прозоровским, стало популярным романсом, а фраза «Вернись, я всё прощу» стала крылатым выражением.
После революции он написал историческую драму «Союз восстания» (1919), в 1925 году издал:
- несколько сказок в стихах:

| - «Ванька с Танькой», - «Как на Руси лапти перевелись», | - «Лень-ленище», - «Чепуха чепушистая», |

- отдельные рассказы:
  - 1926 — «Рабочий Емельянов»,
  - 1927 — «Отец»,
  - 1927 — «Тиша».
- 1928 — сборник рассказов «Сморчки»,

Жил в Ленинграде.

### Арест и смерть
Арестован 7 ноября 1930 года по обвинению в причастности к антисоветской группе «Север». 20 февраля 1931 года приговорён к десяти годам лагерей. В заключении находился в Соловецком лагере, где впоследствии и был похоронен. Умер 14 марта 1932 года.

## Семья
- Брат — Александр Яковлевич Абрамович (1862—1934), выпускник медицинского факультета Императорского Харьковского университета[3], врач в Килие и Рени (1886—1895, одновременно медконсультант Килийской городской думы)[4], затем в Таганроге[5], Санкт-Петербурге[6] и вновь в Таганроге[7]; его дочь Валентина (1903—?), врач-педиатр, была замужем за главным терапевтом Таганрога, заслуженным врачом РСФСР (1956) Петром Фёдоровичем Тюриным (1903—1972)[3].
- Брат — Николай Яковлевич Абрамович, историк русской литературы и писатель.
- Брат Леонид, сёстры Матильда и Адель.

## Изданные книги
- Сборник стихов «Утренние звоны» (Санкт-Петербург, 1907)
- «Рассказы» (1910)
- «Тайна жизни: повести и раcсказы» (1913)
- Романы:
  - «Трагедия брака» (1911, 1913, 1915)
  - «Песня крови» (1912, 1913)
  - «Больная любовь» (1913, 1914)
  - «Вечная драма» (1913)
  - «Под гнездом аиста» (1913, 1917)
  - «Белые крылья» (1914, 1916)
  - «Зори ночные» (1915)
  - «Демон наготы» (1916)
  - «Игра» (1917)
  - «Чёрный став» (1917)
- «Собрание сочинений в 7 тт». (СПб, 1910—1913)
- «Собрание сочинений в 14 тт». (М., 1916—1917)
- «Стихи» (Московское книгоиздательство, 1917)
- «Сморчки» (рассказы, 1928)